# موریس تراورز

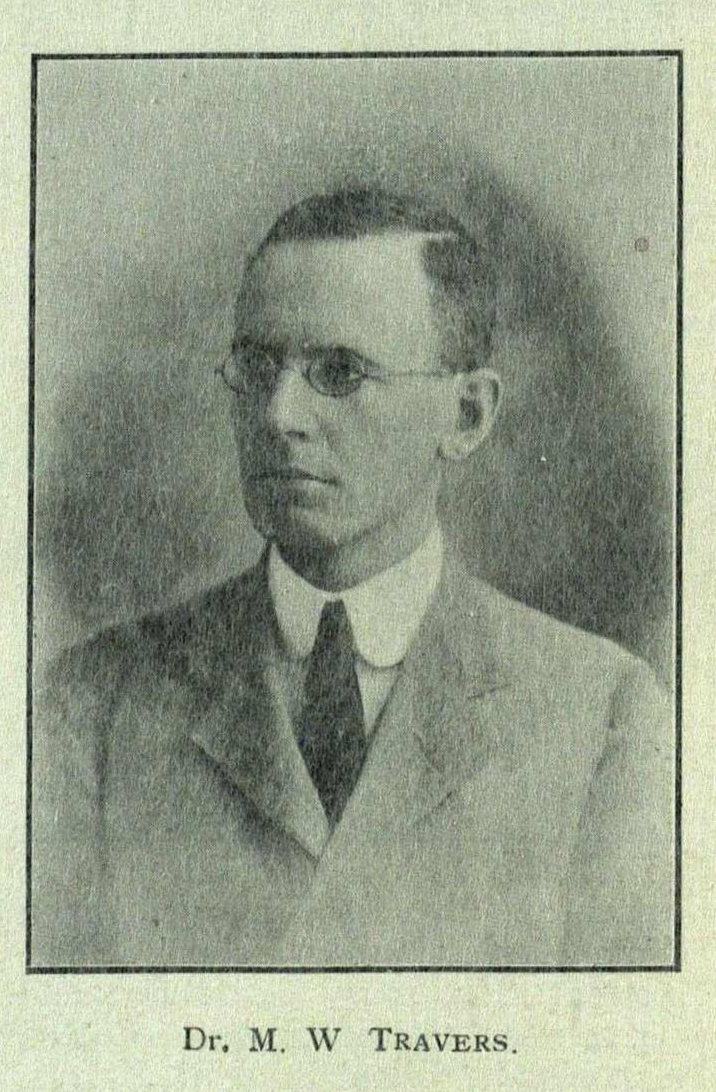

موریس تراورز (انگلیسی: Morris Travers؛ ۲۴ ژانویهٔ ۱۸۷۲ – ۲۵ اوت ۱۹۶۱) یک دانشمند در زمینه شیمی اهل بریتانیا بود.
موریس تراورز با همکاری ویلیام رمزی موفق به کشف زنون، کریپتون و نئون شدند.